# Хохловка (Ельнинский район)
Хохло́вка — деревня в Смоленской области России, в Ельнинском районе. Население — 5 жителей ( 2007). Расположена в юго-восточной части области в 7 км к югу от города Ельня, в 4 км к западу от автодороги Р137 Сафоново — Рославль, на левом берегу реки Десна. Входит в состав Новоспасского сельского поселения. 

## История
В годы Великой Отечественной войны деревня была местом ожесточённых боёв и дважды была оккупирована гитлеровскими войсками. 1-й раз в июле 1941 года (освобождена в ходе Ельнинской операции), 2-й раз в октябре 1941 года (освобождена в ходе Ельнинско-Дорогобужской операции в 1943 году). Была освобождена 68-й армией. 